# Eichkogel (Wien)
Der Eichkogel ist ein 428 m hoher Berg im 23. Wiener Gemeindebezirk Liesing.
Der Eichkogel liegt im äußersten Südwesten Wiens im Stadtteil Rodaun und ist der höchste Berg des Gemeindebezirks Liesing. Er ist von drei Seiten von Niederösterreich umschlossen. An seinem südwestlichen Fuß bildet der Wiener Graben die Grenze zwischen Wien und Kaltenleutgeben. Nördlich des Eichkogels erstreckt sich der Wiener Bürgerspitalswald in der Gemeinde Breitenfurt bei Wien. Am Südosthang befindet sich im Kaltenleutgebner Tal ein ehemaliges Zementwerk, in dem früher der am benachbarten Teufelstein abgebaute Kalk verarbeitet wurde. Durch das Tal fließt die Dürre Liesing entlang der Strecke der Kaltenleutgebener Bahn. 
Als Teil des Wienerwalds gehört der Eichkogel zu den Nördlichen Kalkalpen. Sein bewaldeter Gipfel besteht aus hellgrauem Kalkstein aus dem Oberjura und der Unterkreide.